# Савинское (Алтайский край)
Савинское — исчезнувший посёлок в Суетском районе Алтайского края России. Располагался на территории современного Боронского сельсовета. Точная дата упразднения не установлена.

## География
Располагался в 4 км к юго-востоку от посёлка Боронский.

## История
Основан в 1911 году. В 1928 г. посёлок Савинский состоял из 70 хозяйств. В составе Розовского сельсовета Знаменского района Славгородского округа Сибирского края.

## Население
В 1926 году в посёлке проживало 386 человек (182 мужчины и 204 женщины), основное население — русские